# Apterostigma
Apterostigma – rodzaj mrówek z podrodziny Myrmicinae.

## Gatunki
- Apterostigma affinis (Santschi, 1922)
- Apterostigma auriculatum (Wheeler, 1925)
- Apterostigma billi (Weber, 1938)
- Apterostigma bolivianum (Weber, 1938)
- Apterostigma bruchi (Santschi, 1919)
- Apterostigma calverti (Wheeler, 1911)
- Apterostigma collare (Emery, 1896)
- Apterostigma dentigerum (Wheeler, 1925)
- Apterostigma dorotheae (Weber, 1937)
- Apterostigma epinotale (Weber, 1937)
- Apterostigma fallax (Borgmeier, 1934)
- Apterostigma fusinodum (Weber, 1938)
- Apterostigma gibbum (Weber, 1938)
- Apterostigma ierense (Weber, 1937)
- Apterostigma luederwaldti (Santschi, 1923)
- Apterostigma madidiense (Weber, 1938)
- Apterostigma manni (Weber, 1938)
- Apterostigma mayri (Forel, 1893)
- Apterostigma megacephala (Lattke, 1999)
- Apterostigma moelleri (Forel, 1892)
- Apterostigma peruvianum (Wheeler, 1925)
- Apterostigma pilosum (Mayr, 1865)
- Apterostigma robustum (Emery, 1896)
- Apterostigma scutellare (Forel, 1885)
- Apterostigma steigeri (Santschi, 1911)
- Apterostigma tramitis (Weber, 1940)
- Apterostigma urichii (Forel, 1893)
- Apterostigma wasmannii (Forel, 1892)